# سامسونگ گلکسی ام۳۲
سامسونگ گلکسی ام۳۲ (به انگلیسی: Samsung Galaxy M32) یک گوشی هوشمند مبتنی بر اندروید است که توسط سامسونگ الکترونیکس ساخته شده‌است. این گوشی در ۲۱ ژوئن ۲۰۲۱ برای هند و در ژوئیه ۲۰۲۱ برای سایر بازارها عرضه شد. از مشخصات کلیدی آن می‌توان به صفحه نمایش ۶٫۴ اینچی امولد با نرخ رفرش ۹۰ هرتز و دوربین چهارگانه با دوربین اصلی ۶۴ مگاپیکسلی اشاره کرد. .